# Ellerts

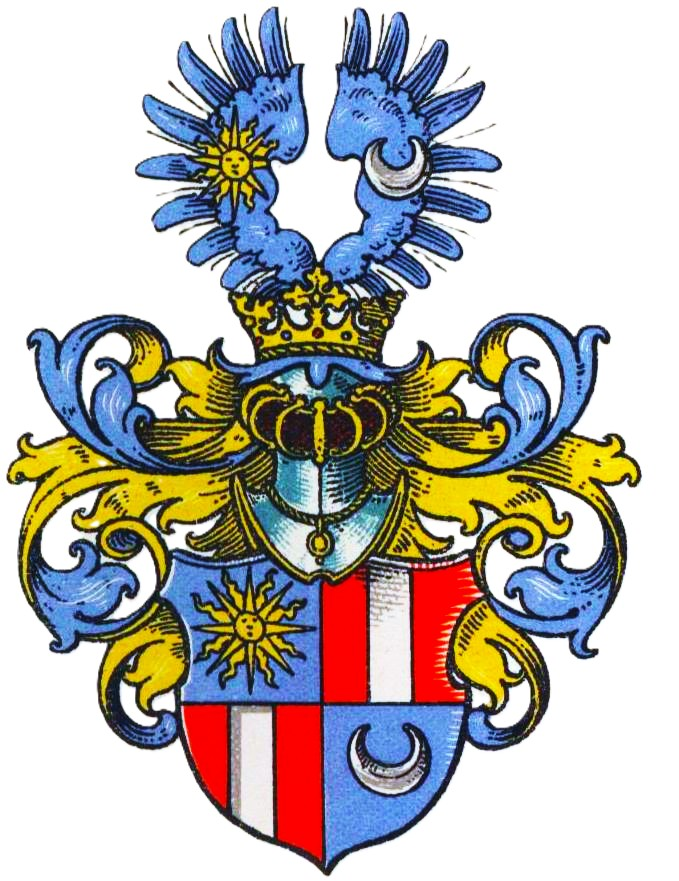
Wappen derer von Ellerts im Wappenbuch des Westfälischen Adels

Ellerts ist der Name eines westfälischen Adelsgeschlechts.

## Geschichte
Der Stammvater des Geschlechtes, Anton Herrmann Ellerts, fürstlich liechtensteinischer Rat und Gesandter in Kassel, wurde 1730 von Fürst Josef Johann Adam in den erblichen liechtensteinischen rittermäßigen Adelsstand erhoben. Er war 1749 kurfürstlich Geheimer und Kammerrat sowie Direktor der Land- und Justizkanzlei und Landrat des Hochstifts Osnabrück. Maximilian Anthon von Ellerts aus Westphalen wurde 1750 in das Collegium Carolinum in Braunschweig aufgenommen. Kaspar von Ellerts, Hauptmann in fürstbischöflich-münsterschen Diensten, war mit Christine von Lilien (1766–1819) verheiratet. Ein von Ellerts war 1843 Oberbergrat und Justitiar beim Oberbergamt in Dortmund und 1847 ein Geheimer Justizrat in Berlin. Eine Sophie von Ellerts war 1873 Kanonisse im Damenstift Geseke. Die Familie blüht bis heute (Stand: 2022) fort.

## Persönlichkeiten
- Gisbert von Ellerts (1875–1956), preußischer Verwaltungsjurist und Landrat im Kreis Neisse

## Wappen
Blasonierung: Quadriert. In Feld 1 in Blau eine goldene Sonne. In den Feldern 2 und 3 in Rot ein silberner Pfahl. In Feld 4 in Blau ein liegender Halbmond, die Spitzen nach oben. Auf dem gekrönten Helm ein offener blauer Flug, rechts mit der goldenen Sonne, links mit dem silbernen Halbmond beladen. Die Helmdecken sind blau-golden.